# Дакса
Да́кса (хорв. Daksa) — небольшой необитаемый островок в хорватской части Адриатического моря, один из Элафитских островов. Находится у входа в Дубровницкий залив напротив района Дубровника — Груж. Административно относится к Дубровницко-Неретванской жупании Хорватии.

## География
Длина острова 500 метров, ширина — от 90 до 180 метров, площадь — 0,06588 км², наивысшая точка — 24 метра над уровнем моря, длина береговой линии — 1398 метров. На северо-западной оконечности острова находится маяк, являющийся важным навигационным пунктом при входе в гружский порт.
Остров имеет форму буквы «Г»; он густо порос лесом и имеет каменистые берега.

## История
В старых документах остров упоминался под именами Дасс, Dax, Jachxa, Achxa, ACSA, Асса и Axa. Первым известным владельцем острова был дубровницкий дворянин Сабо Геталдич, построивший в 1281 году Францисканский монастырь Святой Сабины, который посещали верующие и монахи со всей Европы. В 1806 году на остров пришли наполеоновские войска. Во время французской оккупации монастырь был разрушен, а из его останков была построена крепость. В 1890 году остров был продан австрийским правительством польскому князю Александру Понинскому, который построил на острове высокое здание с богатой библиотекой, фонды которой насчитывают более 4000 книг и 200 манускриптов. Тогда же на острове начали сажать сосны, лавр, лимоны, кипарисы.
Остров стал местом расправы югославских партизан над несколькими десятками жителей Дубровника в конце октября 1944 года, после того, как партизанские отряды вошли в город. В числе прочих был казнён и Нико Копривица, мэр Дубровника. В сентябре 2009 года власти обнаружили останки шести жертв в этом районе. Вскоре после этого ассоциация по сохранению памяти о погибших на острове «Дакса 1944/45» объявила об обнаружении на острове 48 тел. Председатель Хорватского хельсинкского комитета Иво Банац призвал к расследованию обстоятельств произошедшей на острове расправы.
В октябре 2009 года место казни посетили члены Хорватской конференции католических епископов.